# Meioneta castanea
Meioneta castanea är en spindelart som beskrevs av Alfred Frank Millidge 1991. Meioneta castanea ingår i släktet Meioneta och familjen täckvävarspindlar. Inga underarter finns listade i Catalogue of Life.